# В тобі
В тобі — другий студійний альбом гурту O.Torvald, виданий 2011 року. Гурт виклав альбом для вільного скачування на своєму сайті. В рамках підтримки альбому гурт вирушив у турне містами Чернігів, Запоріжжя, Дніпро, Донецьк, Кривий Ріг, Черкаси, Кропивницький, Вінниця, Хмельницький, Суми, Харків, Полтава, Кременчук, Житомир, Рівне, Луцьк, Львів, Ужгород, Івано-Франківськ, Тернопіль, Чернівці.. Пісні альбому було виконано українською та російською мовами.

## Треклист
1. Фейдери догори
2. Навпаки
3. Не відпускай
4. Качай
5. Знову сам
6. В тобі
7. Радіомережі
8. Зловживай
9. Мій друг
10. Нас двоє
11. Сны и сигареты
12. Не змогли